# Банкрофт (Кентаки)
Банкрофт (енгл. Bancroft) град је у америчкој савезној држави Кентаки.

## Демографија
По попису из 2010. године број становника је 494, што је 42 (-7,8%) становника мање него 2000. године.
| Група             | 2000.       | 2010.       |
| Белци             | 473 (88,2%) | 440 (89,1%) |
| Афроамериканци    | 28 (5,2%)   | 18 (3,6%)   |
| Азијати           | 19 (3,5%)   | 17 (3,4%)   |
| Хиспаноамериканци | 11 (2,1%)   | 13 (2,6%)   |
| Укупно            | 536         | 494         |